# Boset-Bericha
Pour les articles homonymes, voir Boset.
Le Boset-Bericha est un stratovolcan situé dans la région Oromia en Éthiopie. Il se compose de deux volcans, le Boset (Boseti-Gudda) et le Bericha (Boseti-Bericcia).